# Halo Wars
 Halo Wars es un videojuego de estrategia en tiempo real, desarrollado por Ensemble Studios exclusivamente para la videoconsola Xbox 360, basado en el universo de Halo. Fue publicado el 26 de febrero de 2009 en Japón y Australia, el 27 de febrero en Europa y el 3 de marzo en Estados Unidos. Fue anunciado durante X06 de Microsoft Game Studios el 27 de septiembre de 2006.
El 20 de abril de 2017 salió a la venta para PC y Xbox One Halo Wars Definitive Edition.
El juego está ambientado en el universo de ciencia ficción de la serie Halo en el año 2531, 20 años antes de los acontecimientos de Halo: Combat Evolved. El jugador conduce a los soldados humanos a bordo de Spirit of Fire. 

## Universo
Argumentalmente, Halo Wars está situado 21 años antes de los acontecimientos que preceden a Halo Reach. Con batallas multitudinarias repletas de Soldados Spartan y otras unidades características, Ensemble Studios integró una interfaz asequible al mando de Xbox 360, además de un argumento que enlaza con el resto de entregas y no deja cabos sueltos. En un tráiler de Halo Wars un escuadrón de Warthogs avanza impasiblemente por la superficie de un escenario helado; mientras que una épica armonía advierte que la batalla es inminente. Al poco tiempo divisan y esquivan a unos Tanques de Asalto Scorpion pero, de repente, la acción cambia a un minúsculo desfiladero del que salen dos soldados humanos huyendo de algo invisible que les abate sin ninguna dilación. Sus compañeros reciben la señal pero ya es tarde: un alienígena azul de la facción Élite del Covenant ha acabado con ellos con una espada de energía, recogiendo al último con una espeluznante mirada de odio mientras detrás surgen otras tantas criaturas junto con decenas de naves Banshee que avanzan hacia los humanos. El ritmo de la melodía cambia al mismo tiempo que aparecen en escena unas pocas naves de asalto que son derribadas por las Banshee. En la superficie los alienígenas Élite avanzan hacia los humanos, sufriendo bajas por ambos bandos. Todo termina con un comandante humano anunciando: “Aquí el grupo Spartan Omega, si lo que quieren es guerra, guerra tendrán”. Mientras la cámara se aleja y podemos ver numerosos soldados Spartan y más naves de asalto listas para la contienda.

## Trilogía de Halo
Con el tiempo la saga se ha convertido en una de las franquicias más vendidas de la pasada generación, con más de quince millones de copias y actualmente Halo 3 es uno de los juegos más exitosos de Xbox 360. Halo Wars fue desarrollado por un selecto equipo de seguidores de la saga Halo de unos auténticos expertos en el género, Ensemble Studios, creadores de la famosa saga Age of Empires, que además trabajaron directamente con algunos directivos de Bungie para conseguir una perfecta continuidad con el argumento original.

## Argumento

### Escenario
Halo Wars está situado 20 años antes al primer episodio lanzado para Xbox, Halo 1 Combat Evolved, y se centra en el conflicto humano con el Covenant en el planeta Harvest. Con batallas multitudinarias repletas de soldados Spartan y otras unidades características. La compañía de Ensemble Studios ha desarrollado un argumento que enlace con el resto de entregas y donde revela secretos sobre los Forerunners, sus vínculos con la raza humana y el primer contacto con los Flood.

### Historia
El argumento del juego es relatado en el manual de instrucciones, y en los diálogos y narraciones de los personajes, así como algunas escenas que detallan la trama o la historia y en las cuales el jugador no puede controlar al personaje. La nave de la UNSC Spirit of Fire llega al planeta Harvest a investigar la actividad Covenant en la zona. El sargento John Forge reconquista la base Alfa del planeta y ve que el Covenant ha descubierto una estructura Forerunner en el polo norte del planeta. Entonces, mandan a la Profesora Ellen Anders a investigar dentro de la estructura, donde son atacados por el Covenant. Finalmente, ella y Forge logran salir con vida de ahí.
Entonces, el "Spirit of Fire" recibe una transmisión de la colonia humana Arcadia, que está siendo atacada por el Covenant. Después de evacuarla, descubren que el Covenant ha construido un gran escudo de energía. Al entrar en él, ven a un "Super-Scarab" con solo su cabeza en funcionamiento; pero logran destruirlo. El Inquisidor ha recibido una orden del Profeta del Pesar, que es secuestrar a Anders. Él la secuestra y Forge y el equipo de Spartans llegan al "Spirit of Fire" para seguir una señal de Anders a un planeta desconocido. El planeta es un mundo Forerunner colonizado por los Flood, pero después de largos contratiempos logran llegar a la señal. 
Inadvertidamente, activan una estación Forerunner, llevándolos al interior del planeta. Se dan cuenta de que es un "Mundo-Escudo" que contiene habitantes adentro y un pequeño sol. El plan del Covenant es activar una especie de naves Forerruner para “el gran viaje”
Mientras las naves son activadas, Anders escapa por un teletransportador y es rescatada. El capitán Cutter decide destruir las naves Forerruner antes que el Covenant las use. Anders hace un plan con el reactor de velocidad de la luz de la nave para destruir el planeta con una supernova. Antes de preparar el reactor, Forge y los Spartans se enfrentan con el Inquisidor y sus Elites. Después de una ardua pelea, Forge mata al Inquisidor con su espada de energía. El reactor es dañado y solo es activado con operación manual. Forge se ofrece para activarlo, lo que parece una misión suicida. 
El "Spirit of Fire" sale a tiempo del planeta justo cuando Forge sobrecarga el reactor, destruyendo las naves Forerunner y el planeta. Sin el reactor de la nave, el "Spirit of Fire" navega lentamente en el espacio. Toda la tripulación entra en sueño criogénico, mientras Cutter echa un último vistazo al tubo criogénico de Forge, vacío. después de los créditos, y si el juego es completado en Legendaria, Serina despierta a Cutter diciéndole que "Algo ha pasado".

## Campaña
A su vez, el juego consta de quince niveles en total en el modo de campaña, los cuales se caracterizan por ser lineales —esto es, que avanzan conforme la historia del juego—:21

### Niveles
1. Base Alpha
2. Hacia la Reliquia
3. en la Reliquia
4. Ciudad de Arcadia
5. Afueras de Arcadia
6. Cúpula de la Luz
7. Scarab
8. Señal de Anders
9. los Flood
10. Mundo Escudo
11. Limpieza
12. Reparaciones
13. Cabeza de Playa
14. Reactor
15. Huida

### Personajes
Debido a que es en un tiempo previo a la trilogía de Halo, personajes importantes como Jefe Maestro y Cortana no aparecen o son mencionados. El Inquisidor de Halo 2 y Halo 3 tampoco aparece, aparece otro inquisidor distinto que además es protagonista en la historia y uno de los líderes. El jugador maneja a una facción militar de la UNSC, la nave Spirit of Fire en su primer contacto con el Covenant y recibe órdenes de la inteligencia artificial femenina Serina, (parecida a Cortana), y controla a los Spartan del Equipo Rojo (Red Team, originalmente eran más de una docena de spartans pero se separaron tras perderse en el spirit of fire), que comprenden tres miembros.
Capitán James Gregory Cutter
Oficial al mando del Spirit of Fire CFV-88 de UNSC. Es un estratega de combate superior y un excelente oficial de logística. Rechazo el mando del Prophecy, destructor de la UNSC, a favor de la nave de colonización Spirit of Fire.
A veces utiliza antiguos términos náuticos al hablar de su nave , aunque nunca ha visto una embarcación marina.
Serina
La astuta inteligencia artificial a bordo de Spirit of Fire. Es capaz de coordinar varias operaciones simultáneas de abastecimiento y reparación de doce naves de la UNSC, así como de organizar el envío de cientos de unidades terrestres en docenas de zonas de entrega diferentes.
Sargento John Forge
La hoja de servicios del sargento John Forge habla por sí sola: ha sido condecorado incontables veces, tiene cargos por conducta improcedente y golpear a un oficial mayor, fue ascendido cinco veces y degrado tres veces se le conoce por sus hombres por la siguiente oración: Es el primer hombre que quiero en batalla... y el último hombre que le presentaría a mi hermana.
Profesora Ellen Anders
La profesora Anders, que posee doctorados en biología, antropología y psicología, es una autoridad en xenobiopsicología teórica. Ha recibido de la Oficina Naval de Inteligencia (ONI por sus siglas en inglés) a su grupo de investigación para descubrir el comportamiento xenófobo de los Covenant en Harvest.
Inquisidor
Su nombre es Ripa Moramee y se sabe realmente poco del Covenant que porta este título. Algunos tienen la teoría de que el Inquisidor es un líder de batalla equivalente a un general cuatro estrellas de la UNSC. en cualquier caso, a diferencias de los generales de la UNSC, el Inquisidor lidera personalmente las acciones militares, bajo la creencia de que no hacerlo es una deshonra. Solo hay un Inquisidor a la vez. Además, parece ser que cumple una función socio-religiosa que va más allá de los protocolos militares.
Líder Brute
Como parte del asalto a Harvest, ha comenzado a respetar a los humanos tanto por su naturaleza salvaje como por su perseverancia cuando lo tienen todo en contra. Morir en combate contra los humanos no sería una deshonra.
Profeta del Pesar
El reciente ascenso del Pesar al poder ha impulsado la búsqueda por parte del Covenant de los anillos legendarios Halo. Después de un desastroso primer contacto con la humanidad, Pesar ha luchado para asegurar la exterminación de la raza humana.

## Modo de Juego
Halo Wars es un videojuego de estrategia en tiempo real desarrollado en exclusiva para la consola Xbox 360, en la que los ejércitos de los jugadores tienen una vista panorámica del campo de batalla. El juego se centra en el combate militar, pero contiene la gestión de recursos eficiente y los elementos básicos de construcción. Fue diseñado con el controlador de Xbox 360 en mente. Por ejemplo, el botón A o a se utiliza para seleccionar las unidades. Con un solo toque del botón, se selecciona una unidad, mientras que un doble toque selecciona todas las unidades del mismo tipo. El stick analógico izquierdo se desplaza a las batallas actuales y las opciones a través de las bases, mientras que el stick analógico derecho, ajusta el ángulo de la cámara. Un menú radial se utiliza para la construcción de la base.

## Desarrollo

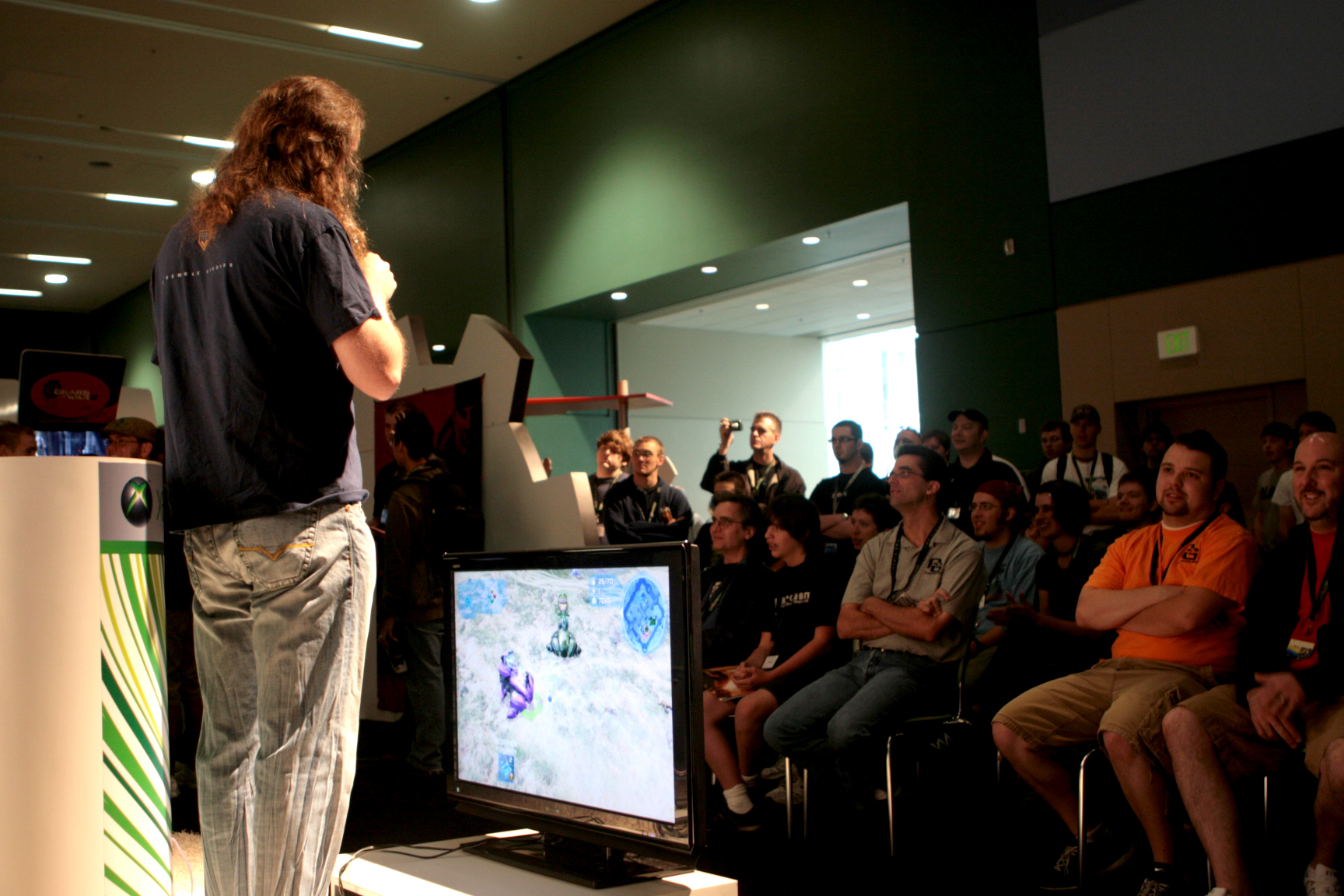
Halo wars pax demo

Halo Wars fue desarrollado por Ensemble Studios, creadores de la serie Age of Empires, quienes además trabajaron directamente con algunos directivos de Bungie Studios para conseguir la continuidad con el argumento original.[cita requerida]
Existen dos versiones: la edición estándar y la edición de coleccionista. La estándar contiene únicamente el juego, mientras que la edición de coleccionista contiene el juego en caja metálica, el Wraith especial Honor Guard y una segunda caja de cartón, con un parche de la nave Spirit of Fire, una historieta gráfica sobre la historia de los personajes principales excepto el Profeta del Pesar y el Líder Brute y seis fichas de los personajes principales.
Al reservarse en ciertas tiendas, se obtenía como recompensa un Warthog especial con un diseño de llamas.